# 青木美冴
青木 美冴（あおき みさえ、1960年4月28日 - ）は日本の歌手。東京都出身。

## 人物・来歴
中学3年生であった1975年（昭和50年）、TBSテレビの番組『ぎんざNOW!』内の公開オーディション・コーナー「スターへのパスポート」コーナーで、初代チャンピオンとなった。
同年8月1日、メジャー・デビュー・シングル『うれしい体験』がCBS・ソニーから発売された。3日後の8月4日には、フジテレビ『夜のヒットスタジオ』（第352回）に同曲で初出演を果たした。『ぎんざNOW!』においては、レギュラー出演者となった。同年10月16日には、文化放送主催の第8回「新宿音楽祭」で、銅賞を獲得した。
翌1976年（昭和51年）後半以降は、新譜を出すこともなく、やがてCBS・ソニーとの契約も切れたが、21歳になる1981年（昭和56年）に公開されたアニメーション映画『悪魔と姫ぎみ』の主題歌『Goin'にMy Way』で再デビューを果たす。同曲は近田春夫のプロデュースによる作品で、同年、日本コロムビアからシングルリリースされた。
1982年（昭和57年）には、新田一郎率いる「新田パタイチローとたまねぎ部隊」のメンバーに加わり、キングレコードからリリースされた『パタリロ!』オリジナル・アルバム3枚に参加する。
1988年（昭和63年）6月25日に発売された『ソリッドレコード夢のアルバム』に起用され、新曲『夢みるハイウェイ』を歌った。当時28歳。同アルバムのライナーノーツは近田春夫が書いている。
現在、渡辺プロダクション等には所属しておらず、活動状況も不明である。
またシングル曲は2音源のみCD化されており、『アーリーシリーズII アーリー70'S フィーメイル・アイドル・コレクションVOL.1』（1998年5月21日発売）に『うれしい体験』と『町あかりキラキラ』が収録されている。

## ディスコグラフィ

### シングル
- うれしい体験／B面：赤信号　1975年8月1日発売
  - 両曲とも　作詞：山口洋子　作曲：井上忠夫　編曲：竜崎孝路
- 町あかりキラキラ／B面：彼はステディ　1976年1月21日発売
  - 両曲とも　作詞：山口洋子　作曲：井上忠夫　編曲：竜崎孝路
- 16才のメッセージ／B面：恋のローラースケーター　1976年6月21日発売
  - 両曲とも　作詞：松本隆　作曲・編曲：穂口雄右
- Goin'にMy Way／B面：夢みるカカオ　1981年発売 - 『悪魔と姫ぎみ』主題歌
  - 両曲とも　作詞：森雪之丞　作曲：近田春夫　編曲：近田春夫+人種熱

### アルバム
- パタリロ オリジナルアルバム　PART-II （1982年発売）
  - おだてられてパタリロ!
    - 作詞：さくまあきら　作曲・編曲：新田一郎

  - ねたましいほどの下ぶくれ
    - 作詞：さくまあきら作曲・編曲：新田一郎

  - フライ・ミー・トウー・ザ・ムーン
    - 作詞：宮下康仁　作曲・編曲：新田一郎
- パタリロ ザ・フィナーレ　オリジナルアルバム　PART-III （1983年発売）
  - 華麗なるバンコラン
    - 作詞：小室みつ子　作曲・編曲：新田一郎

  - スターダスト・ジョーク
    - 作詞：小室みつ子　作曲・編曲：新田一郎
- ソリッドレコード夢のアルバム （1988年6月25日発売）
  - 夢みるハイウェイ
    - 作詞：サエキけんぞう　作曲：大木雄司　編曲：沖山優司

## 関連事項
- 夜のヒットスタジオ出演歌手一覧
- ぎんざNOW!
- 新宿音楽祭

## 註
1. ↑  「夜のヒットスタジオ出演歌手一覧」の項の記述を参照。
2. ↑  JASRAC公式サイト「社団法人日本音楽著作権協会 JASRAC」内の「作品データベース検索サービス」（同ページへの直接リンク禁止）での「青木美冴」検索結果を参照。
3. ↑  「ソリッドレコード夢のアルバム」の項の記述、ならびに同アルバム同梱のブックレットの記述を参照。
4. ↑  #外部リンクの「アーリーシリーズII アーリー70'S フィーメイル・アイドル・コレクションVOL.1」のリンク先の記述を参照。